# ツェッペリンNT
ツェッペリンNT
飛行中のツェッペリンNT
- 用途：遊覧・写真撮影・宣伝・重量物運搬[1]
- 製造者：ツェッペリン飛行技術会社[1]（現・ルフトシフ・ツェッペリン（英語版、ドイツ語版）
- 運用者
  -  ドイツ
  -  日本（日本飛行船[1]）
- 初飛行：1997年9月18日
- 生産数：7
- 運用状況：運行中

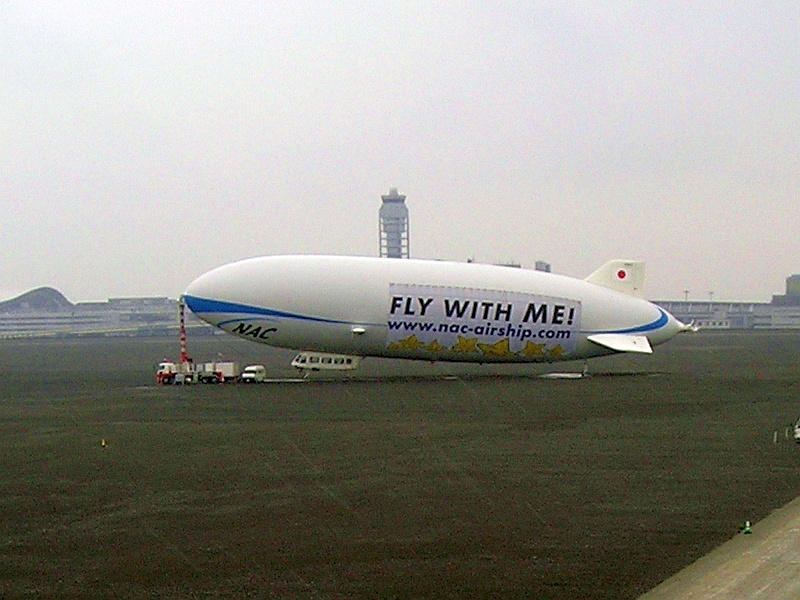
日本飛行船が運航していたツェッペリンNT

ツェッペリン NT は、ドイツ・フリードリヒスハーフェンのツェッペリン飛行技術会社Zeppelin Luftschifftechnik GmbH (ZLT)（現・ルフトシフ・ツェッペリン） で製造された半硬式飛行船である。NTは、Neue Technologie / new technology（新技術）のイニシャルを示す。
開発・製造を行ったZLTは、かつてツェッペリン飛行船を製造した企業そのものであり、硬式飛行船の骨組を製造する技術を、パラボラアンテナ等の製造に生かすことで、現代まで存続していた。

## 設計

### 船体
ツェッペリンNTは、全長75m、最大幅19.8m、高さ17.4m、体積8,225立方mの船体にヘリウムガスが充填されている。
歴史的なツェッペリンは硬式で船体と気嚢が分離されていたが、ツェッペリンNTは半硬式飛行船である。船体は3層に重ねられたPVFとポリスチレン、ポリウレタンが熱で接合されており、気嚢と一体となっている。さらに繊維強化プラスチック製の3角形のトラスが組まれており、剛性を確保している。トラスの重量は1,000キログラムである。

### 推進系
4基のプロペラがついており、船体左右と尾部のプロペラで推進することで、最高時速125kmで飛行が可能である。尾部に2基ついているプロペラの内、1基は方向転換用のプロペラで、方向舵のみに比べてより小回りの利く方向転換が出来る。これらのプロペラと方向舵はジョイスティックによるフライ・バイ・ワイヤで操縦される。従来の飛行船に比べて取り回しが容易なので、地上要員が従来の機種に比べて少なくて済む。

### 居住区
乗員は船体前方下部のゴンドラに搭乗する。旅客定員は14名である。

## 運用
1997年9月に試作機として1番船「フリードリヒスハーフェン」が進空し、2001年8月に2番船「ボーテンゼー」、そして2003年2月に3番船の計3隻が建造された。2019年現在、7番船までが建造されている。ドイツでツェッペリンNTを運行するツェッペリン輸送会社は2001年に創業した企業だが、かつてフェルディナント・フォン・ツェッペリン伯爵の手で設立されたドイツ飛行船運輸の名を継承している。
1番船は2005年から2年の契約でダイヤモンド採掘大手のデビアスにリースされ、地質調査に従事していた。2007年9月にボツワナで地上係留中、突風により大破して修理不能と判定され解体された。2番船は2004年6月18日に日本の日本飛行船に引き渡され、JA101Zとして遊覧飛行や空中撮影などの事業に用いられた。2010年6月に日本飛行船が経営不振から事業を停止し破産手続に入ったため、7月に埼玉県で解体された。解体された部材はドイツに売却されて再建造され、D-LZFNの機体記号でツェッペリン輸送会社の飛行事業に用いられている。